# 江康
江康，中华人民共和国政治人物、外交官。1997年，接替孙昆山担任中华人民共和国驻多哥大使。1999年，由尹玉标接任。